# Fritz Schnabel
Fritz „Federico“ Schnabel (* 5. Februar 1886 in Elberfeld; † 1. Oktober 1948 in El Sauce de Calamuchita, Provinz Córdoba, Argentinien) war ein deutscher Verleger.

## Leben
Seine Eltern waren der Schuhmacher August Hermann Schnabel und dessen Ehefrau Emilie (geborene Braches). Die Eltern gehörten beide der lutherischen Gemeinde an. Fritz Schnabel hat offenbar kein Elberfelder Gymnasium besucht. 1919 trat Schnabel als Partner in den 1912 von Emil und Gerda Kampmann sowie Fritz Koslowsky gegründeten Anthropos Verlag in Prien ein. 1921 gründete er gemeinsam mit Emil Kampmann zusätzlich den Kampmann & Schnabel Verlag für Kulturprobleme. In beiden Verlagen veröffentlichten sie Werke zur Lebensreform, Psychotherapie und Sexualität. Zu den verlegten Autoren zählen unter anderem der Reformpädagoge Ludwig Gurlitt (1855–1931), der Philosoph August Horneffer (1875–1955) und der Okkultismusforscher Ernst Schertel (1884–1958). Der Sexualwissenschaftler Hans Blüher (1888–1955) wurde im Verlag Kampmann & Schnabel geradezu zum Hausautor. Dort erschienen „Wandervogel. Geschichte einer Jugendbewegung“ in 5. und 6. Auflage sowie diverse provokante Schriften zu homosexuellen Aspekten der Wandervögel, religiösen Themen und dem Nationalsozialismus. Die Schriftstellerin Ricarda Huch (1864–1947) veröffentlichte bei Kampmann & Schnabel ihre 3. und 4. Auflage von „Vom Wesen des Menschen. Natur und Geist“ 1922. Der aus Elberfeld stammende Philosoph August Vetter verlegte im Priener Verlag seine „Kritik des Gefühls“ (1923).

### Lauensteiner Tafelrunde
In den 1920er Jahren hatte Fritz Schnabel diverse Auseinandersetzungen mit dem Börsenverein des deutschen Buchhandels. So gehörte der Anthropos Verlag zur Arbeitsgemeinschaft deutscher Verleger für unterdrückte Literatur, die sich gegen Zensur und für die Meinungsfreiheit einsetzte. Ab 1922 nahm Schnabel auch an der „Lauensteiner Tafelrunde“ teil, in der sich Verleger trafen, die unzufrieden mit dem Börsenverein waren. In der Zeitschrift „Der Zopfabschneider. Lauensteiner Mitteilungen“ veröffentlichten sie ab November 1923 ihre Forderungen. Fritz Schnabel betonte in den Heften vor allem, wie wichtig verschiedene Formen der Werbung für den Buchhandel seien. Er schlug Bücherwochen (Ausstellungen mit aktuellen Büchern) in öffentlichen Räumen vor, Werbung in den neuen Medien Radio und Film und Zusammenarbeit mit Eltern und Schulen.

### Verlagsleiter beim Völkerbund
Zum 1. April 1927 wechselte Fritz Schnabel als Leiter der Verlags-Abteilung des Völkerbunds nach Genf. Dort faszinierten ihn die internationalen Kontakte. Als Ende der 1930er Jahre in seiner Abteilung jedoch Personal eingespart werden musste, bot er zum 1. April 1939 seinen Rücktritt an. Direkt im Anschluss brach er mit seiner Ehefrau Irma zu einer schon länger geplanten Studienreise nach Südamerika auf. Anschließend ließ er sich in Argentinien nieder, wo er auch Kontakt mit dem Schriftsteller Paul Zech hatte. In dem von vielen Deutschen bewohnten Städtchen „El Sauce de Calamuchita“, dem späteren „Villa General Belgrano“ in der argentinischen Provinz Córdoba, erwarb er Haus und Grund. Dort wirkte er 1942 unter anderem als Sekretär der Genossenschaft „De Luz y Fuerza“. Am 1. Oktober 1948 starb er mit 62 Jahren auf seinem Landsitz.